# Storia del Berner Sport Club Young Boys
Il BSC Young Boys è una delle più quotate squadre di calcio elvetiche, essendosi aggiudicata 15 titoli nazionali (di cui quattro consecutivi dal 1957 al 1960), sei Coppe di Svizzera, una Supercoppa di Svizzera e una Coppa di Lega svizzera. A livello internazionale vanta la vittoria di una Coppa delle Alpi e quale miglior risultato in Coppa dei Campioni la semifinale raggiunta nel 1958-1959. Disputa le partite interne nello stadio Wankdorf di Berna (32 000 posti).

## La fondazione (1898-1902)
Nel 1897 i fratelli Max e Oskar Schwab conobbero Hermann Bauer e Franz Kehrli all'Università di Berna. I quattro, da studenti delle scuole superiori, avevano già giocato una partita amichevole nelle file del club di Basilea Old Boys contro l'FC Berna ed erano rimasti molto impressionati dal club della capitale. Così il 14 marzo 1898 fondarono una squadra di calcio di nome FC Young Boys, mutuando dall'FC Berna anche i colori sociali, il giallo e nero.
Il 17 giugno 1898 la squadra disputò la sua prima partita, contro il FC Viktoria, anche se il primo incontro ufficiale data al 29 giugno contro l'Institute Grünau: l'incontro finì in parità e il ritorno, il 17 ottobre, vide la vittoria per 1-0 dello Young Boys.
Sovente calciatori dello Young Boys erano impiegati anche come giocatori dal FC Berna, con cui si discusse la fusione in un consiglio direttivo del 30 dicembre 1898. Parallelamente, nell'altra riunione, posti di fronte alla scelta di confluire insieme con lo Young Boys in un nuovo sodalizio o rinunciare all'appartenenza al club della città per intraprendere una propria strada, anche i soci dell'FC Berna decisero per l'autonomia.
(Dal verbale dell'incontro dei membri dell'FC Berna, 14 dicembre 1898.)
L'ipotesi della fusione fu dunque abbandonata a larga maggioranza e da quel momento in poi nacque un'aspra rivalità, soprattutto da parte dell'FC Berna.
I successi ai Giochi di primavera del 1900 dimostrarono che lo Young Boys era sulla via del successo. Molti erano comunque convinti che il rivale dell'FC Berna avesse la squadra più forte. Per questo motivo gli organizzatori del Festival svizzero di wrestling organizzarono una partita di calcio tra i due club rivali. L'incontro si tenne il 26 agosto davanti a circa 3.000 persone che erano venute ad ammirare uno sport ancora "esotico", ma si concluse con un poco significativo 1-1. Il 17 agosto 1900, esattamente nove giorni prima, lo Young Boys era stato ammesso nella federcalcio svizzera. Fino ad allora aveva giocato solo partite amichevoli.
Le due squadre erano sempre più separate e le sedi erano quindi più distanti. L'FC Berna giocava nella zona sud-orientale della città, mentre l'FC Young Boys giocava quasi nel centro cittadino. Il campo sportivo individuato nella zona di Schwellenmätteli aveva i suoi vantaggi e svantaggi. A causa della collocazione sul fiume Aar, il luogo era spesso allagato e paludoso. Grazie alla sua posizione centrale dell'impianto, il club divenne comunque popolare e seguito da molti bernesi. Con il contratto firmato il 14 ottobre 1901 lo Young Boys poté giocare sul cosiddetto Spitteler della città di Berna per un periodo provvisorio di tre anni. L'intera area copriva 10.975 metri quadrati, in cambio di un interesse di soli 257 franchi al mese. In tal modo furono finalmente soddisfatte le condizioni per disputare una stagione agonistica in modo regolare.

## Primi decenni (1900-1925)
I primi successi lo Young Boys li colse molto presto, uscendo dall'ombra dell'FC Berna. Contro il Fortuna Basilea, il 26 ottobre 1902, ottenne un prestigioso 2-2 e poco dopo una vittoria per 7-0. Contro l'FC Berna vinse per 3-1 e, l'8 marzo 1903, per 5-0 in casa. Vinta il girone centrale, fu autorizzato a partecipare alle finali del campionato svizzero. Nel girone finale con Zurigo e Neuchâtel Xamax si aggiudicò per la prima volta il titolo nazionale. La finale, contro lo Zurigo il 22 marzo 1903, vide la vittoria dello Young Boys per 3-1, con in campo anche i due fratelli Schwab. Il 29 marzo lo Young Boys giocò contro il Neuchâtel, campione del girone ovest e favorito per la vittoria, perché i bernesi avevano perso per 1-4 contro un club di Ginevra (del girone ovest) appena un mese prima. Ciononostante il Neuchâtel sottovalutò l'incontro e perse per 5-0 (aprì le marcature Walter Frey), risultato con cui lo Young Boys vinse il titolo nazionale appena cinque anni dopo la sua fondazione.
Si ripeté nel 1909, 1910 e 1911, diventando il primo club svizzero a vincere il titolo per tre anni di fila. Un altro titolo arrivò nel 1920.
Dopo essersi allenato nei primi anni a Schwellenmätteli, dal 1904 lo Young Boys si trasferì in pianta stabile allo stadio Spitalacker. Nelle cinque stagioni successive lo Young Boys, pur non vincendo mai il campionato, si piazzò costantemente tra le prime tre squadre del proprio gruppo regionale, quello del centro. Bisognò attendere il 1909 per vedere un nuovo successo. In quell'anno lo YB sconfisse per 1-0 il Winterthur nella finale del campionato svizzero, aggiudicandosi il secondo titolo nazionale, e l'anno dopo prevalse in finale per 3-1 sull'Aarau e per 2-1 sul Servette, mettendo in bacheca il terzo titolo. La striscia di successi proseguì nel 1911, quando né Servette né Zurigo riuscirono a impedire allo Young Boys di vincere il suo quarto titolo nazionale, il terzo di fila. Fu la prima tripletta di un club nella storia della federcalcio svizzera. Nel 1910, come nei due anni successivi, lo YB vinse anche l'Anglocup, torneo precursore della odierna Coppa di Svizzera.
A quel tempo i tifosi dello YB parlarono per la prima volta del "quarto d'ora dello Young Boys", i quindici minuti prima della fine del match, temuti da tutti gli avversari per via della costanza con cui la squadra bernese andava in gol in quel frangente di partita. I giocatori dello YB, infatti, parevano dare il meglio di sé dal 76º minuto di gioco in poi. Ne fu un esempio l'ultimo quarto d'ora della finale del 1910 tra Young Boys e Aarau, la partita, sull'1-1 fino all'80º minuto, fu poi decisa da due gol del club bernese giunti negli ultimi dieci minuti. La partita contro il Servette, valida per la finale del 1911, ebbe un andamento e un epilogo simili: fino al 72º minuto era ferma sull'1.1, mentre negli ultimi 18 minuti ci furono tre gol dello YB, che così si aggiudicò il terzo titolo consecutivo.
Nel 1913, l'allenatore di calcio inglese Williams Reynold fu nominato primo tecnico del club. Dato che poco dopo la scoppio della prima guerra mondiale lo Spitalacker fu trasformato in un campo di patate lo YB stipulò un accordo con l'FC Berna per acquisire i diritti di utilizzo del campo sportivo di Kirchenfeld per 1400 franchi all'anno.

## Esordio al Wankdorfstadion (1925-1945)
Nel 1925 la squadra si trasferì nello stadio Wankdorf, impianto da 22 000 spettatori, abbandonando così lo Spitalacker-Platz, dove si era insediato dopo la prima guerra mondiale. Nello stesso anno cambiò nome in Berner Sport Club Young Boys. Quattro anni dopo rivinse il titolo nazionale, mentre nel 1930 si aggiudicò per la prima volta la Coppa di Svizzera.

## Secondo dopoguerra ed epoca d'oro (1945-1960)
Nel 1945, dopo la fine della seconda guerra mondiale, il club vinse la seconda coppa della propria storia battendo il San Gallo per 2-0. Due anni più tardi, però, la squadra retrocesse in seconda serie. Dopo un triennio, nel 1950 fece ritorno in massima divisione, dove sarebbe rimasta per 38 anni.
Gli anni '50 sono l'epoca d'oro nella storia del club bernese. La squadra, sotto la guida dell'allenatore tedesco Albert Sing, mise in bacheca quattro titoli consecutivi dal 1957 al 1960 e nel 1953 e nel 1958 vinse anche la Coppa di Svizzera. Nel 1957 esordì nelle coppe europee contro gli ungheresi del Vasas e un anno dopo affrontò un'altra compagine magiara, l'MTK Budapest, che eliminò approdando così alla semifinale della Coppa dei Campioni 1958-1959 contro lo Stade Reims. Vinta l'andata in casa per 1-0, lo Young Boys perse per 3-0 il ritorno al Parco dei Principi di Parigi, venendo dunque eliminato. Nel 1960 vinse il campionato. Albert Sing rimase alla guida del club fino al 1964, lasciando la squadra da tecnico pluridecorato.

## Anni di digiuno (1960-2005)
Il titolo del 1960 sarebbe rimasto l'ultimo alloro nazionale per i bernesi per i 26 anni seguenti. Nel 1976 il club si aggiudicò per la prima volta la Coppa di Lega Svizzera e nel 1977 per la quinta volta la coppa nazionale, ma si dovette attendere il 1985-1986 per vedere di nuovo lo Young Bous campione di Svizzera. Nel 1986-1987 i bernesi misero in bacheca anche la Supercoppa di Svizzera e la sesta coppa nazionale. Dal 1994 i risultati della squadra peggiorarono, fino ad una nuova retrocessione in seconda serie al termine del campionato 1997-1998. Il ritorno in massima divisione fu immediato, ma immediata fu anche la retrocessione. Dopo due anni di permanenza in Lega Nazionale B, al termine della stagione 2000-2001 la squadra fece ritorno in Lega Nazionale A.

## Primo decennio nello Stade de Suisse (2005-2016)
Nell'estate del 2005, dopo diversi anni di lavori, fu finalmente pronta la nuova casa dello Young Boys, che si trasferì dunque allo stadio Wankdorf, ribattezzato Stade de Suisse, impianto che sorge nel quartiere di Wankdorf della capitale svizzera.
Alcuni mesi dopo fu assunto come allenatore Gernot Rohr, che riuscì a condurre la squadra fino alla finale di Coppa di Svizzera, persa in casa ai tiri di rigore contro il Sion. La prima stagione nello Stade de Suisse vide lo Young Boys classificarsi al terzo posto in campionato. Nel luglio 2006 la squadra disputò i preliminari di Coppa UEFA, dove affrontò i francesi dell'Olympique Marsiglia, da cui fu eliminato a causa della regola dei gol in trasferta (pareggio per 3-3 in casa e 0-0 in trasferta).
Nell'ottobre 2006 l'allenatore Gernot Rohr fu esonerato e sostituito da Martin Andermatt, che esordì battendo per 5-0 i rivali cantonali del Thun. La stagione, chiusa al quarto posto in Super League, segnò anche, dalla seconda metà, l'avvento del fornitore tecnico Puma. Alla quarta giornata del campionato 2007-2008 lo Young Boys batté in casa il Basilea con il punteggio di 5-1, riuscendo così ad arrivare in cima alla classifica e rimanendo in corsa per il titolo per il resto dell'annata. In una partita decisiva per le sorti dello scudetto, però, perse per 2-0 in casa del Basilea e concluse la stagione come seconda classificata. In questa stagione il club fece registrare una media di affluenza casalinga di 18.517 spettatori, record per la storia dello Young Boys. In estate il capocannoniere Hakan Yakın, dopo tre anni allo YB, si accasò all'Al-Gharafa, in Qatar.
Dopo un brutto inizio di stagione con un solo punto ottenuto in tre partite di campionato, nel luglio 2008 il club esonerò Martin Andermatt con effetto immediato. Come successore fu assunto Vladimir Petković, sotto la cui guida i bernesi eliminarono il Debrecen nel turno preliminare di Coppa UEFA, ma uscirono al primo turno contro il Club Bruges. Grazie alla vittoria contro il Basilea del 16 aprile 2009 allo Stade de Suisse, si qualificarono per la finale di coppa nazionale, giocata il 20 maggio contro il Sion e persa per 2-3. Il campionato fu chiuso al secondo posto, con Seydou Doumbia capocannoniere.

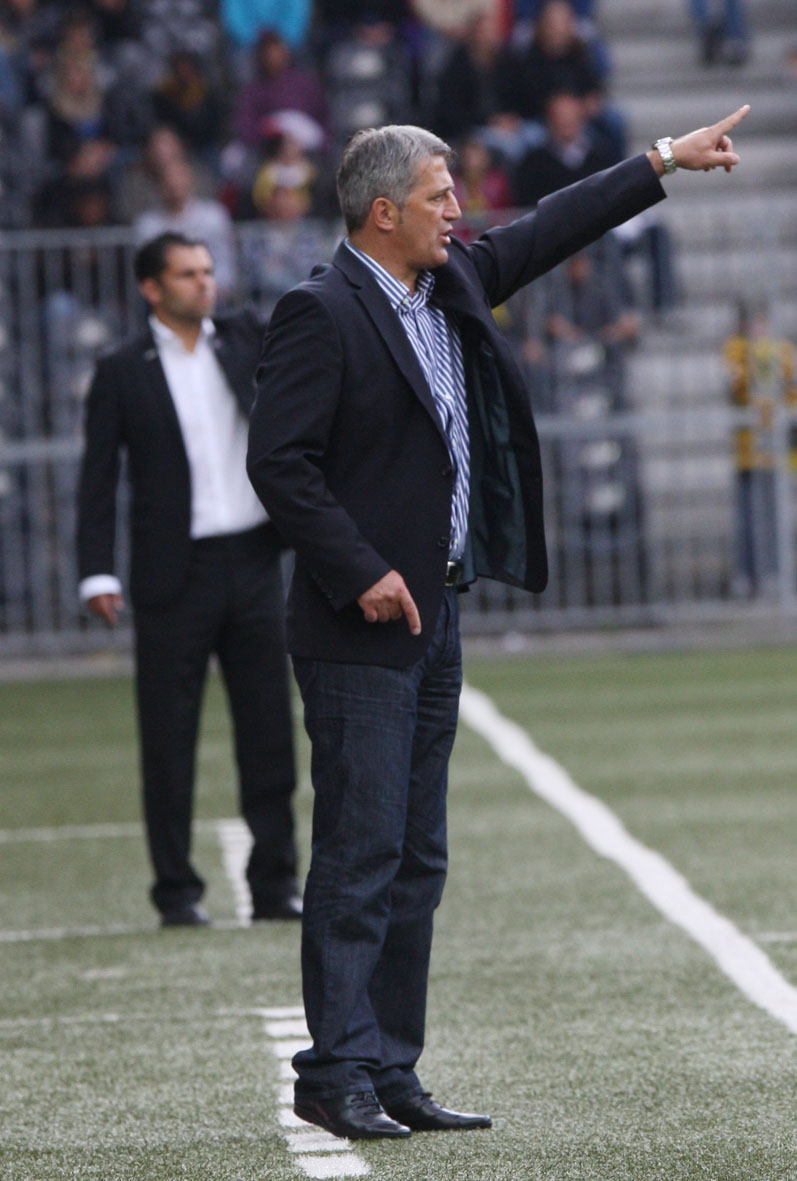
Vladimir Petković, alla guida dello Young Boys dal 2008 al 2011.

Nella stagione 2009-2010 lo YB fallì nel terzo turno preliminare di UEFA Europa League, eliminato per la regola dei gol fuori casa contro l'Athletic Bilbao. Il 30 luglio 2009 lo YB vinse a Bilbao per 0-1, ma fu poi sconfitto per 1-2 in casa nella gara di ritorno. La stagione fu conclusa ancora una volta al secondo posto, mentre in coppa nazionale il cammino si arrestò ai quarti di finale contro il Losanna.
La stagione 2010-2011 si aprì con il successo nel terzo turno preliminare di UEFA Champions League contro i turchi del Fenerbahçe, battuto allo stadio Şükrü Saraçoğlu (0-1) dopo il 2-2 dell'andata in Svizzera. Nel turno successivo, quello di play-off, contro gli inglesi del Tottenham, la vittoria interna per 3-2 a Berna fu vanificata dalla disfatta a White Hart Lane (4-0). Ammesso alla fase a gironi della UEFA Europa League, il club di Berna si piazzò secondo nel girone B, con 3 vittorie e 3 sconfitte, qualificandosi insieme allo Stoccarda a spese di Getafe e Odense. Ai sedicesimi di finale, malgrado la vittoria interna per 2-1 contro lo Zenit San Pietroburgo, lo Young Boys fu eliminato a causa della sconfitta per 3-1 patita in Russia.
L'8 maggio 2011 lo YB annunciò che Christian Gross avrebbe preso il posto di Petković. A cinque partite dalla fine dell'annata 2011-2012, Gross fu sollevato dall'incarico e rimpiazzato ad interim da Erminio Piserchia fino alla fine della stagione. Fu raggiunto il terzo posto.
Nell'estate del 2012 Martin Rueda assunse la guida della squadra e raggiunse la fase a gironi di Europa League. Gli altri due obiettivi della stagione - la coppa nazionale e il raggiungimento di una qualificazione per una competizione europea - sfumarono. Nelle ultime dieci partite la squadra fu guidata da un altro traghettatore, Bernard Challandes, che condusse i suoi al settimo posto.
Nell'estate del 2013 fu nominato allenatore Uli Forte, con contratto triennale. Nella sua prima stagione da allenatore del club bernese, Forte giunse terzo, raggiungendo l'obiettivo della qualificazione ad una coppa europea. Dopo il match perso contro il Monaco, nell'agosto 2015 fallì la qualificazione alla UEFA Champions League e Forte fu sostituito dal vice Harald Gämperle e poi, da settembre, dall'austriaco Adolf Hütter.

## Ritorno al vertice (2016-oggi)
Dopo alcuni cambiamenti nella gestione del club, dall'autunno 2016 Christoph Spycher ha ricoperto l'incarico di direttore sportivo. Sotto la sua guida, e grazie alla sapiente mano dell'allenatore Adolf Hütter, lo Young Boys tornò ai vertici del campionato nella stagione 2017-2018, in cui prese il comando della classifica molto presto, cedendolo solo per breve tempo allo Zurigo. Il 18 aprile 2018 il club visse un grave lutto, la morte dell'ex proprietario Andy Rihs. Con una vittoria per 2-1 contro il Lucerna, il 28 aprile 2018 lo Young Boys celebrò la vittoria del dodicesimo titolo svizzero della propria storia, ottenuto con quattro partite prima della fine della stagione e a 32 anni dall'ultima volta. Il gol decisivo fu realizzato da Jean-Pierre Nsame all'89º minuto di gioco. Con ben 15 punti di vantaggio sulla seconda alla fine della stagione, il club interruppe quindi il dominio del Basilea, che aveva vinto il titolo nazionale per otto volte di seguito dal 2010 al 2017. Il 16 maggio 2018 il club annunciò che Hütter si sarebbe trasferito all'Eintracht Francoforte alla fine della stagione. Il 27 maggio, nella finale di Coppa di Svizzera contro lo Zurigo allo Stade de Suisse, il club di Berna fu sconfitto per 1-2, mancando quindi il secondo double della storia del club.
Il 1º giugno 2018 fu nominato allenatore Gerardo Seoane, che nella stagione 2018-2019 iniziò con nove vittorie nelle prime nove giornate di campionato. Il 28 agosto 2018 lo Young Boys si qualificò per la prima volta alla fase a gironi di UEFA Champions League, eliminando la Dinamo Zagabria. Nel girone con Juventus, Manchester Utd e Valencia fu eliminato con un bilancio di una vittoria (in casa contro gli italiani all'ultima giornata, con i piemontesi già qualificati prima del match), un pareggio e quattro sconfitte, ruolino di marcia che causò l'ultimo posto nel raggruppamento. Malgrado la brutta eliminazione ai quarti di finale di Coppa di Svizzera (4-0 in casa del Lucerna), la squadra si aggiudicò il secondo titolo nazionale di fila già ad aprile, con ben sette giornate di anticipo rispetto alla fine del campionato, per poi chiudere con venti punti di vantaggio sulla seconda in graduatoria. Un altro titolo, con otto punti di margine sulla seconda in classifica, fu vinto nella stagione 2019-2020, annata in cui fu centrato il double grazie alla vittoria contestuale della Coppa di Svizzera (2-1 in finale contro il Basilea). Nel 2020-2021 i titoli vinti consecutivamente salirono a quattro, con un altro successo ottenuto con sette giornate di anticipo.